# Bahntower (Frankfurt am Main)
Der Bahntower Frankfurt (auch abweichende Schreibweise als BahnTower, früher auch bekannt als Campanile) war ein Projekt eines bis zu 210 Meter hohen Hochhauses, das auf einem seit den sechziger Jahren als Parkplatz genutzten Khasana-Grundstück südlich des Hauptbahnhofs in Frankfurt am Main entstehen sollte. Als Hauptmieter des Gebäudes war die Deutsche Bahn im Gespräch. Sie prüfte die Möglichkeit, in einem neuen Hochhaus, unter anderem durch eine Teilverlagerung der Arbeitskräfte aus der aktuellen DB-Zentrale im Frankfurter Gallusviertel, etwa 3.000 Arbeitsplätze unterzubringen und nach 2000 neben der Zentrale Bahntower in Berlin einen weiteren wichtigen Unternehmenssitz auszubauen. Die Deutsche Bahn entschied sich 2009 für ihren neuen Sitz jedoch für das leerstehende Hochhaus Silberturm, in dem bis 2008 die Konzernzentrale der ehemaligen Dresdner Bank war.

## Das gescheiterte Campanile-Projekt

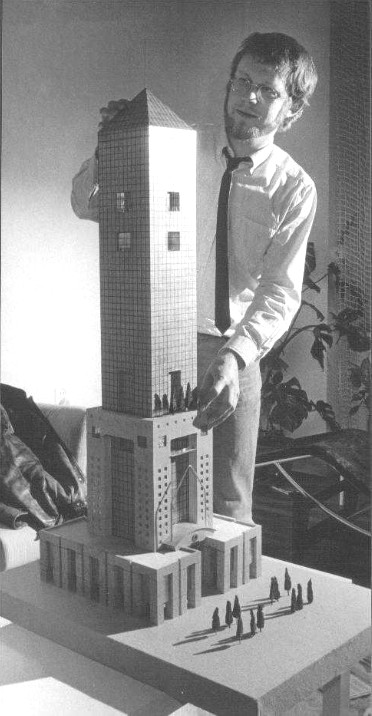
Hans Robert Hiegel mit einem Modell des Campanile

Bereits Anfang der 1980er Jahre gab es konkrete Pläne, auf dem Grundstück der einstigen Kosmetikfirma Dr. Allbersheim-Khasana ein Hochhaus zu errichten. Der Campanile genannte Turm sollte mit einer Gesamthöhe von 220 Metern das damals höchste Bürogebäude Europas werden. Den ersten Entwurf für das Hochhaus leistete der Architekt Hans Robert Hiegel mit einer Gesamthöhe von 180 Metern im Auftrag der Stadt Frankfurt, der Jahre später Vorbild für den Messeturm Frankfurt werden sollte. Der Entwurf wurde 1985 aus Legosteinen für die Ausstellung L’architecture est un jeu magnifique  im Centre Pompidou  nachgebaut, wo er fälschlicherweise als Casa Campanile Weinbrenner, ein anderes Werk Hiegels, bezeichnet wird.
Ein weiterer Entwurf wurde vom Frankfurter Büro JSK zunächst in Form eines achtgeschossigen Hauses vorgestellt. Auftraggeber war hierbei der Investor Josef Buchmann. Darauf folgten höhere Varianten von beiden Architekten. Einige Jahre später wurde in einem Wettbewerbsverfahren der Entwurf von Oswald Mathias Ungers mit dem ersten Preis prämiert. Ein Geschäftsführer von JSK war hierbei im Preisgericht vertreten.
Der Name Campanile (Glockenturm) leitete sich ab von italienischen Kirchtürmen, die oft frei neben Kirchengebäuden stehen – im Frankfurter Fall wäre der Turm neben der „Kathedrale“ Hauptbahnhof errichtet worden. Das Bauprojekt war umstritten, da im benachbarten Gutleutviertel eine Verdrängung der Wohnbevölkerung und eine Zunahme des Pkw-Verkehrs befürchtet wurde. Dennoch erteilte die Stadt am 12. März 1989 eine erste Teilbaugenehmigung – 48 Stunden vor der Kommunalwahl, die der CDU den Verlust der Regierungsmacht bedeutete und eine Koalition aus SPD und Grünen hervorbrachte. Während die SPD den Campanile befürwortete, lehnten die Grünen den Turm grundsätzlich ab. Schließlich brachte ein juristischer Fehler in der Teilbaugenehmigung das ganze Vorhaben zu Fall: Eine Klausel machte die Rechtswirksamkeit der Genehmigung von der Zustimmung aller aufgrund des Nachbarschaftsrechts betroffenen Grundstücksnachbarn abhängig. Während die anderen Nachbarn gegen erhebliche finanzielle Zusicherungen auch zum Stillhalten gebracht werden konnten, stieß die Immobiliengruppe Fay, der damalige Bauträger des Campanile, und der Entwurf von JSK bei der Nachbarin Hannelore Kraus auf erheblichen Widerstand. Selbst Angebote millionenhoher Summen brachten die promovierte Aktivistin nicht davon ab, ihre Zustimmung zu verweigern und gegen das Bauvorhaben zu klagen, um die Gentrifizierung ihres Viertels zu verzögern. Zwar wurde die betreffende Klausel später gerichtlich für unwirksam erklärt, da sie faktisch eine Übertragung der Kompetenz für die Erteilung von Baugenehmigungen von der Stadt auf die Grundstücksnachbarn darstellte, doch da war das Campanile-Projekt längst gescheitert und in der rot-grünen Stadtregierung auch politisch nicht mehr gewollt.

## Der zweite Anlauf 2007
2005 wurde der Stadtplaner Jochem Jourdan von der Stadt Frankfurt beauftragt, einen neuen Hochhausrahmenplan zu entwickeln. Unter den Grundstücken, die Jourdan für Hochhausprojekte als geeignet empfahl, befand sich bei einer ersten Präsentation im März 2007 auch das Campanile-Areal am Hauptbahnhof. Jourdan schlug hier einen lediglich 180 Meter hohen Turm vor, der in die nördliche Ecke des Grundstücks an die Mannheimer Straße gerückt werden sollte. Im südlichen Teil könne so ein dringend benötigter Busbahnhof auf dem Areal entstehen. Dieser Vorschlag und weitere umstrittene Standorte sorgten in der schwarz-grünen Koalition für kontroverse und lang andauernde Diskussionen. Eine Entscheidung über den neuen Hochhausrahmenplan wurde mehrmals vertagt. Im April 2008 wurde bekannt, dass sich die Koalition aus CDU und Grünen beim Hochhaus am Hauptbahnhof geeinigt habe: Die Höhe werde auf nur noch 100 Meter beschränkt und der Bau eines Busbahnhofes sei zwingende Voraussetzung für den Hochhausbau. Bereits wenige Monate später, im September 2008, war diese Einigung wieder überholt. Es wurde bekannt, dass sich die Stadt mit dem Grundstückseigentümer Vivico Real Estate GmbH, die seit Dezember 2007 zur österreichischen Immobiliengesellschaft CA Immo AG gehörte, auf ein Hochhaus mit einer Maximalhöhe von 210 Metern verständigt habe. Ausschlaggebend für die Zustimmung zu einem doppelt so hohen Gebäude war das Interesse der Deutschen Bahn den Turm komplett zu mieten und damit etwa 3.000 Mitarbeiter aus Frankfurt an einem Ort zu konzentrieren. Eine weitere Auflage der Stadt Frankfurt für die Erweiterung der Höhe war die Errichtung eines Busbahnhofes am Standort sowie neue Wohnungen, insbesondere auch geförderte Sozialwohnungen. Ein Bebauungsplanverfahren sollte eingeleitet werden, wenn Vivico den Mietvertrag mit der Deutschen Bahn abgeschlossen hat.
Im März 2009 gab die Bahn bekannt, dass sie für etwa 2.000 Mitarbeiter langfristig den Silberturm im Bahnhofsviertel von der Commerzbank gemietet habe. Das Hochhaus stand seit dem Auszug der Mitarbeiter der Dresdner Bank leer und wurde ab Anfang 2009 umfassend saniert. Im April 2012 bezogen die Mitarbeiter der DB Systel, einer Tochtergesellschaft der Deutschen Bahn, ihre neuen Arbeitsplätze.
Auf dem nördlichen Teil des Grundstücks an der Mannheimer Straße entstand seit 2016 statt des geplanten Bahntowers ein achtgeschossiges Hotel, auf dem südlichen Teil der zuletzt 2007 vorgeschlagene Busbahnhof. Das temporäre Parkhaus, das sich neben dem 4-Sterne Hotel befindet, soll in einigen Jahren durch einen 100 Meter hohen Büroturm ersetzt werden.